# Raison d'une suite
Pour les articles homonymes, voir Raison (homonymie).
En mathématiques, la raison est la valeur qui permet de passer d'un terme au suivant dans certaines suites définies par récurrence.

## Origine du nom
La valeur qui permet de passer d'un terme {\displaystyle u_{n}} au suivant {\displaystyle u_{n+1}} dans une suite récurrente se nomme raison. C'est une traduction du latin ratio dans le sens de rapport. Cette traduction est appropriée pour une suite géométrique car c'est bien un quotient qui permet de passer d'un terme à l'autre : {\displaystyle \quad q={\frac {u_{n+1}}{u_{n}}}}. C'est en revanche une moins bonne traduction pour une suite arithmétique où la raison est une différence et non plus un rapport : {\displaystyle \quad r=u_{n+1}-u_{n}}. L'appellation raison dans ce cas est une catachrèse .

## Suite arithmétique
Dans une suite arithmétique {\displaystyle \ (u_{n})_{\,n\,\geq \,n_{0}}} où la raison est notée r,

la relation de récurrence est la suivante :
{\displaystyle \forall n\geq n_{0},\quad u_{n+1}=u_{n}+r}

## Suite géométrique
Dans une suite géométrique {\displaystyle \ (u_{n})_{\,n\,\geq \,n_{0}}} où la raison est notée q

la relation de récurrence est la suivante :
{\displaystyle \forall n\geq n_{0},\quad u_{n+1}=q\cdot u_{n}}